# Global Payments Inc.
Global Payments Inc. — американская финансовая технологическая компания, предоставляющая платёжные технологии и услуги торговцам, эмитентам и потребителям. 

## Общие сведения
Основана в 1996 году. 31 января 2001 года отделилась от материнской компании «National Data Corporation». 
Компания имеет листинг на Нью-Йоркской фондовой бирже. 
Штаб-квартира компании расположена в Атланте. В компании работают 27 000 сотрудников. 
Компания обрабатывает платежи с помощью кредитных и дебетовых карт, а также цифровые и бесконтактные платежи.
Компания осуществляет деятельность в США, Европе, Азиатско-тихоокеанском регионе.
В июне 2021 года компания попала в список Fortune 500.
В 2009 году компания приобрела российскую процессинговую компанию «United Card Service» за 75 млн долл., которая в 2011 году приобрела процессинговый центр Альфа-банка.
В октябре 2012 года компания приобрела «Accelerated Payment Technologies» за 413 млн долл.
В октябре 2014 года компания приобрела процессинговую компанию Австралии «Ezidebit» за 305 млн долл.
В январе 2015 года приобретена калифорнийская компания PayPros за 420 млн долл.
За 11 месяцев 2024 года компания получила доходы в размере 9,8 млрд долл. Активы компании составили 51,8 млрд долл. Чистая прибыль — 1,3 млрд долл. 
Компания осуществляет деятельность в более, чем 100 странах, оказывая услуги более, чем 3 500 000 клиентам и 1 300 финансовым организациям. В год компания осуществляет более 50 млрд транзакций. 